# Oakland, Missouri
Oakland är en ort i St. Louis County i Missouri. Oakland blev en kommun (village) 1920 och fick stadsrättigheter (fourth class city) 1946. Vid 2020 års folkräkning hade Oakland 1 390 invånare.